# 空中遮斷

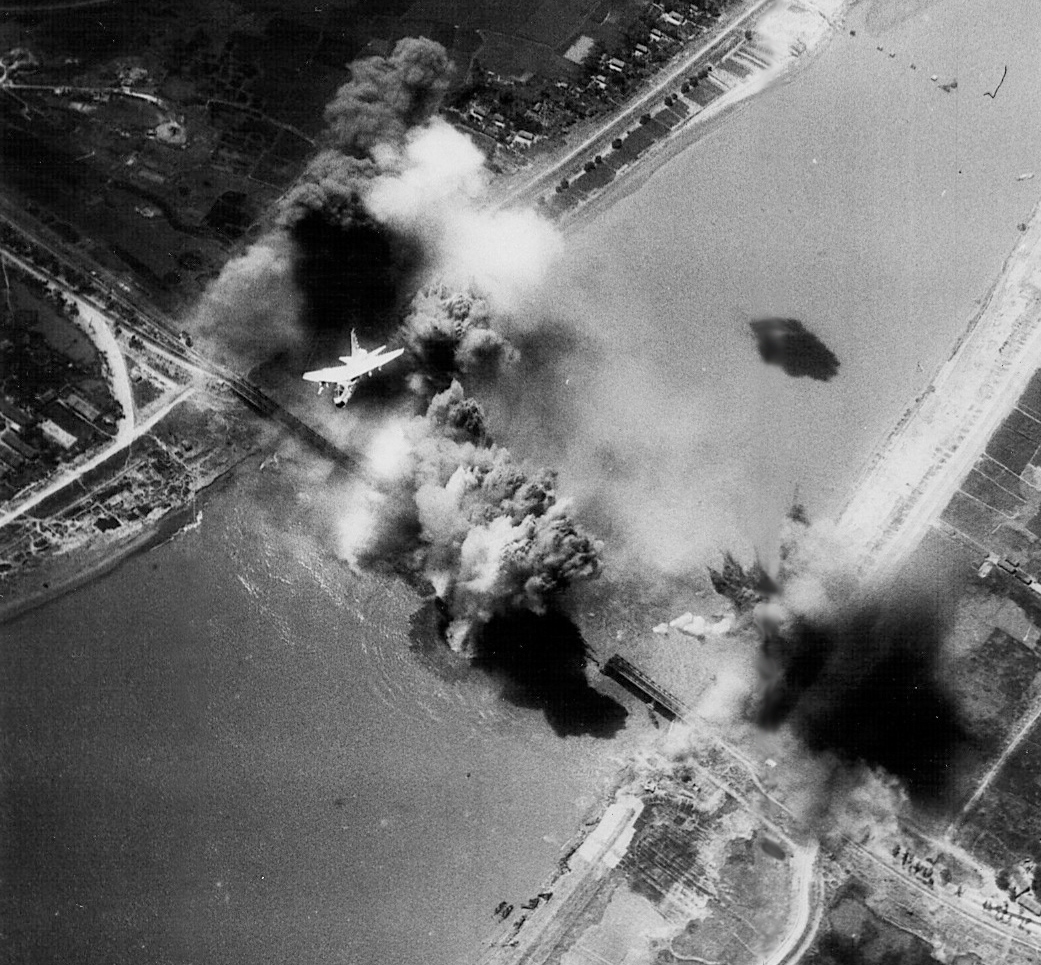
1972年，一架美国海军的A-7E正在轰炸北越海阳的桥梁。

空中遮斷（英語：Air interdiction），台灣譯作空中阻絕，是一种对并无直接威胁的敌方目标进行预防性的战术空袭，以达到迟滞、扰乱敌方对友军的攻击的目的，相對於密接空中支援，也稱作深入空中支援。空中遮斷自第一次世界大战以来在冲突中证明了其有效性，至今已经成为一个国家空中军事能力的核心体现之一。
人们常常根据轰炸目标的不同，将空中遮断分为战术空中遮断（英語：Tactical Air interdiction）和战略空中遮断（英語：Strategic Air interdiction）。战术空中遮断的典型目标是快速影响本地战场态势，例如直接摧毁战区内的敌方军事力量或补给线。相比之下，战略空中遮断的目标则更加深远和长效，其更少直接攻击敌方军事目标，而是将目光放在基础设施、后勤以及其他支援设施上。
1. ↑  .   [2022-01-16]. （原始内容存档于2022-01-16）.